# Newtonia brunneicauda
A Newtonia brunneicauda a madarak osztályának verébalakúak (Passeriformes) rendjébe és a vangagébicsfélék (Vangidae) családjába tartozó faj.

## Rendszerezése
A fajt Alfred Newton angol ornitológus írta le 1863-ban, az Erythrosterna nembe Erythrosterna brunneicauda néven.

## Alfajai
- Newtonia brunneicauda brunneicauda (A. Newton, 1863)
- Newtonia brunneicauda monticola Salomonsen, 1934[2]

## Előfordulása
Madagaszkár teljes területén honos. Természetes élőhelyei a szubtrópusi vagy trópusi síkvidéki és hegyi esőerdők, mangroveerdők, lombhullató erdők és száraz cserjések. Állandó, nem vonuló faj.

## Megjelenése
Testhossza 12 centiméter, testtömege 7–14 gramm.
|  |

## Életmódja
Kisebb gerinctelenekkel táplálkozik.

## Természetvédelmi helyzete
Az elterjedési területe nagyon nagy, egyedszáma pedig ismeretlen. A Természetvédelmi Világszövetség Vörös listáján nem fenyegetett fajként szerepel.